# Bangalaia ochreomarmorata
Bangalaia ochreomarmorata là một loài bọ cánh cứng trong họ Cerambycidae.